# S/S Norra Sverige
S/S Norra Sverige var ett svenskt lastfartyg som sänktes av en mina den 7 december 1914 under första världskriget. Samtliga 25 ombordvarande omkom.

## Minsprängningen
Norra Sverige var på en väg från Stockholm till Björneborgs hamn i Tallholmen. Fartyget styrde rakt in i ett nylagt minfält, trots att flera försök hade gjorts att varna och stoppa fartyget. Man hade bland annat givit ljussignaler och varnat fartyget med flaggsignaler. Redan dagen innan hade två svenska fartyg, S/S Everilda och S/S Luna, sänkts av minor i samma minfält utanför Tallholmen. Norra Sverige och Luna ägdes bägge av Rederi AB Svea. Dessa tre sänkningar var en av de första, men också i antalet omkomna den värsta olyckan som drabbade svensk handelssjöfart under första världskriget.
Den svenska opinionen reagerade starkt på de tre minsprängningarna vid Björneborg. Det blev känt under namnet Mäntylouto-affären efter det finska namnet på Tallholmen. Från början var det oklart om det var Ryssland eller Tyskland som genomfört mineringen och skuldfrågan debatterades intensivt, men det var det tyska hjälpminfartyget SMS Deutschland (en rekvirerad tågfärja) som natten till den 6 december lagt ut sammanlagt 120 minor utanför Björneborg och därtill 80 minor utanför Raumo utan att upptäckas. Tyskland gjorde efter Deutschlands räd bedömningen att det militära värdet av att minera direkt utanför den ryska fiendens hamnar hade varit begränsat eftersom inga ryska militära fartyg drabbats, och Tyskland vidtog inga ytterligare mineringar i Bottenhavet under världskriget.
En okänd sjöman från Norra Sverige eller Everilda är begravd på Räfsö begravningsplats i Björneborg.